# Евангелос Запас
Евангелос или Евангелис Запас (грч. Ευάγγελος или Ευαγγέλης Ζάππας; рум. Evanghelie Zappa; Лабово, 23. август 1800 –  Јон Роата, 19. јун 1865) био је грчки патриота, филантроп и бизнисмен. Већи део живота је провео у Румунији.
Данас је признат као један од оснивача модерних Олимпијских игара које су се одржавале 1859, 1870, 1875. и 1888. године и претходиле су Олимпијским играма које су биле под окриљем Међународног олимпијског комитета. Ове игре, познате у то време једноставно као Олимпијске игре (грч. Ολύμπια Ολύμπια), организоване су пре оснивања самог Међународног олимпијског комитета. Запасова заоставштина, као и заоставштина његовог рођака Константиноса употребљена је за финансирање одржавања Олимпијских игара 1896.
Он је у младости узео учешћа у грчком рату за независност (1821–1832), напредовао је до чина мајора и борио се у неколико значајних битака. Након стицања грчке независности, преселио се у Влашку где је остварио успешну каријеру бизнисмена, поставши један од најбогатијих људи тог времена у источној Европи. Осим што је у то време био једини велики спонзор олимпијског препорода, Запасова филантропија је такође укључивала доприносе оснивању неколико грчких институција и школа, као и спортских и изложбених објеката.

## Биографија

### Рани живот, војна каријера, рад у Влашкој
Евангелис Заппас је био једно од троје деце родитеља Василеоса Запаса и Сотире Мекси. Био је грчког или цинцарског порекла. Рођен је 23. августа 1800. године у селу Лабово које се налази у близини Тепелене (данашњи округ Ђирокастре, Албанија) када је област још била под отоманском влашћу. Запас није стекао било какво образовање током детињства. Своје село је напустио са 13 година и постао је најамник у османској милицији локалног владара Али-паше Јањинског.
Запас је постао члан грчке патриотске организације Хетерија и придружио се борби када је избио грчки рат за независност 1821. Током овог периода, Запас је достигао чин мајора у револуционарној војсци и постао лични пријатељ капетана Маркоса Боцариса. Након Боцарисове смрти 1823, Запас је служио под разним војним командантима у борби за независност, као што су Димитриос Панургијас, Китос Цавелас и Михаил Спиромилиос. Учествовао је у неколико великих оружаних сукоба, као што су опсада Соулија, прва опсада Мисолонгија и битка код Пете. У каснијој преписци са једним грчким званичником тврдио је да је током рата пет пута рањаван.
Године 1831. Запас је емигрирао у Влашку и стекао богатство у земљи и пољопривреди. Током 1850-их, Запас је сматран једним од најбогатијих предузетника у источној Европи. У време његове смрти 1865. године, његово укупно богатство процењено је на шест милиона златних драхми.

### Поновно покретање Олимпијских игара
Идеја о оживљавању античких олимпијских игара повремено се покретала почетком и средином 19. века, инспирисана у извесној мери романтизмом и родољубљем. Током 1833. романтичарски песник Панагиотис Соутсос, у свом делу Дијалог мртвих, предложио је обнову Игара у новоформираној грчкој држави, као део оживљавања старогрчке традиције. Археолог Ернст Курцијус је 1852. током предавања изјавио да ће олимпијско такмичење бити оживљено.
Запас је био посебно инспирисан Панагиотисом Соутсосом и одлучио је да поново покрене традицију ОИ сопственим напорима и ресурсима. Почетком 1856, послао је писмо дипломатским каналима грчком краљу Оту, нудећи финансирање покретања Олимпијских игара и да он обезбеди новчане награде победницима. Међутим, ова иницијатива није прошла без противљења. Неки грчки политичари су веровали да су атлетске игре повратак у древна времена и да су неприкладне за модерну еру. Александрос Ризос Рангавис, грчки министар спољних послова и шеф конзервативног антиатлетског лобија у Атини, предложио је индустријску и пољопривредну изложбу уместо атлетске манифестације. Месецима није било званичног одговора грчке државе. У јулу 1856. чланак у грчкој штампи новинара и књижевника Панајотиса Сутсоса представио је Запасов предлог широј јавности и покренуо је низ реакција, догађаја. Краљ Ото је пристао да организује атлетска такмичења у интервалима од четири године, уз Запино пуно спонзорство, како би се поклопила са индустријским и пољопривредним изложбама. Запас је грчкој влади обезбедио неопходна финансијска средства за оснивање Олимпијског повереничког фонда.
Прве Олимпијске игре одржане су 15. новембра 1859. на градском тргу у центру Атине. Ова спортска такмичења су биле прве Олимпијске игре модерног доба, са позивањем на античку традицију. Панатинаико стадион, први пут је коришћен за модерне Олимпијске игре 1870. године и први пут од древне Панатенеје и Олимпијских игара. Спортисти су се такмичили у разним дисциплинама, сличним онима на древним Олимпијским играма: трчање, диск, бацање копља, рвање, скакање и пењање на мотке.
Запас је оставио велики износ за финансирање будућих олимпијада које ће се одржавати на стадиону Панатинаико. Умро је 1865. године. Његово огромно богатство искоришћено је за изградњу сталних спортских објеката у Атини, као и за наставак Олимпијаде. Такође је оставио инструкције за згради изложбеног и конференцијског центра Запеион, који је назван у његову част и част његовог рођака Константиноса Запаса.

## Наслеђе

### Оснивање модерних Олимпијских игара
Након Запасове смрти, и у потпуности због тога што је грчка влада игнорисала Запасове инструкције да се стадион обнови у мермеру, било је неопходно да се други пут обнавља стадион Панатенаико. Промењено је дрво и постављан је мермер, како би све било спремно за Олимпијске игре у Атини 1896. године. После периода суђења око Запасовог тестамента, његов рођак Константинос Запас је наставио и проширио филантропске активности везане за ОИ и наставио је напоре за наставак одржавања олимпијског концепта. 1870. нови стадион, капацитета 30.000 гледалаца, био је спреман за одржавање друге Запасове олимпијаду. Олимпијада организована 1870. године, осим што је прва модерна међународна ОИ које су се одржавале на стадиону, игре су биле боље посећене, што је омогућило организовање више догађаја и спортиста, и биле су много боље организоване уопште. Поред тога, изграђена је прва модерна олимпијска зграда у циљу да подржи такмичења (и била је домаћин догађаја у мачевању 1896.), као и индустријска изложба коју су анти-спортски сегменти грчке владе наметнули приликом организовања Игара. Ова зграда, која се налази у близини градске Националне баште, у потпуности је финансирана Запасовом заоставштином и добила је име Запеион по њему. Запеион је званично отворен 20. октобра 1888.
Др Вилијам Пени Брукс, из Уједињеног Краљевства, даље је развио сопствене спортске догађаје у класи Олимпијаца који су се одржавали у Муч Венлоку 1850-их, усвојивши неке догађаје са Олимпијских игара у Атини 1859. у програм будућих Венлок Олимпијских игара. Барон Пјер де Кубертен из Париза, Француска, делом је био инспирисан радом др Брукса и основао је Међународни олимпијски комитет 1894.

Професор Дејвид Ц. Јанг, са Универзитета Флорида, је приметио:
Да није било Запаса, Атинске игре 1896. сигурно се не би одржале. Запасови поступци, његова воља и претходна традиција Запасових олимпијских игара учинили су да [престолонаследник] Константин I буде заговорник Олимпијских игара пре формирања МОК-а 1894.

### Филантропија
Својом филантропском делатношћу Запас је допринео националном буђењу Грка, Румуна и Албанаца. Поред труда да поново обнови Олимпијске игре, Евангелос Запас је дао неколико донација за оснивање школа, библиотека и других сличних институција широм света који су окупирали Османлије, а посебно њиховог родног места, Епира. Грчке школе су основане и проширене у неколико села и градова насељених Грцима, као што су Лабово, Лекли, Нивани, Дровиан, Филиатес, Делвина, Пермет. У Цариграду су основане и образовне установе које су обухватале јаслице, основне и средње школе, које су заједно познате као Запеионски институт. Штавише, велика сума новца је депонована у Националној банци Грчке за стипендирање грчких студената пољопривреде за извођење постдипломских студија у западној Европи.
Током антигрчког септембарског погрома 1955. године, објекте женског колеџа Запеион у главном граду Турске је вандализова руља, а његова статуа је разбијена.
Поред донација грчкој држави, Запас је био и финансијер Румунске академије, у којој му је данас подигнута статуа. Запас је био ватрени грчки националиста; био је под утицајем дела Панајотиса Соуцоса, грчког деветнаестовековног песника. Међу академским пројектима које је финансирао били су нова синтеза историје Румуна и реченик румунског језика. Такође је финансирао издавање новина и књига на албанском језику у Румунији.

### Карактер и гробно место
Евангелис Запас је често описиван као усамљена и ексцентрична личност; није имао деце. С друге стране, био је човек визије, одлучности и патриота, који је био свестан величине својих дела. Његов рођак, Константинос Запас, био је надлежан за испуњење Запасовог тестамента и наставио је филантропска дела Евангелиса Запаса, кроз његову заоставштину. Запасова жеља је била да у почетку буде сахрањен у Румунији, где је провео већи део свог живота. После четири године његове кости су ексхумиране и поново сахрањене у школском дворишту у Лабову где је рођен, а његова лобања је похрањена испод спомен статуе испред Запеиона у Атини, Грчка. Церемонија погреба одржана је у 10 часова 20. октобра 1888. у Запеоону. Барон Пјер де Кубертен направио је сличан гест тако што је наложио да се његово срце сахрани у Олимпији.